# Vojenský újezd

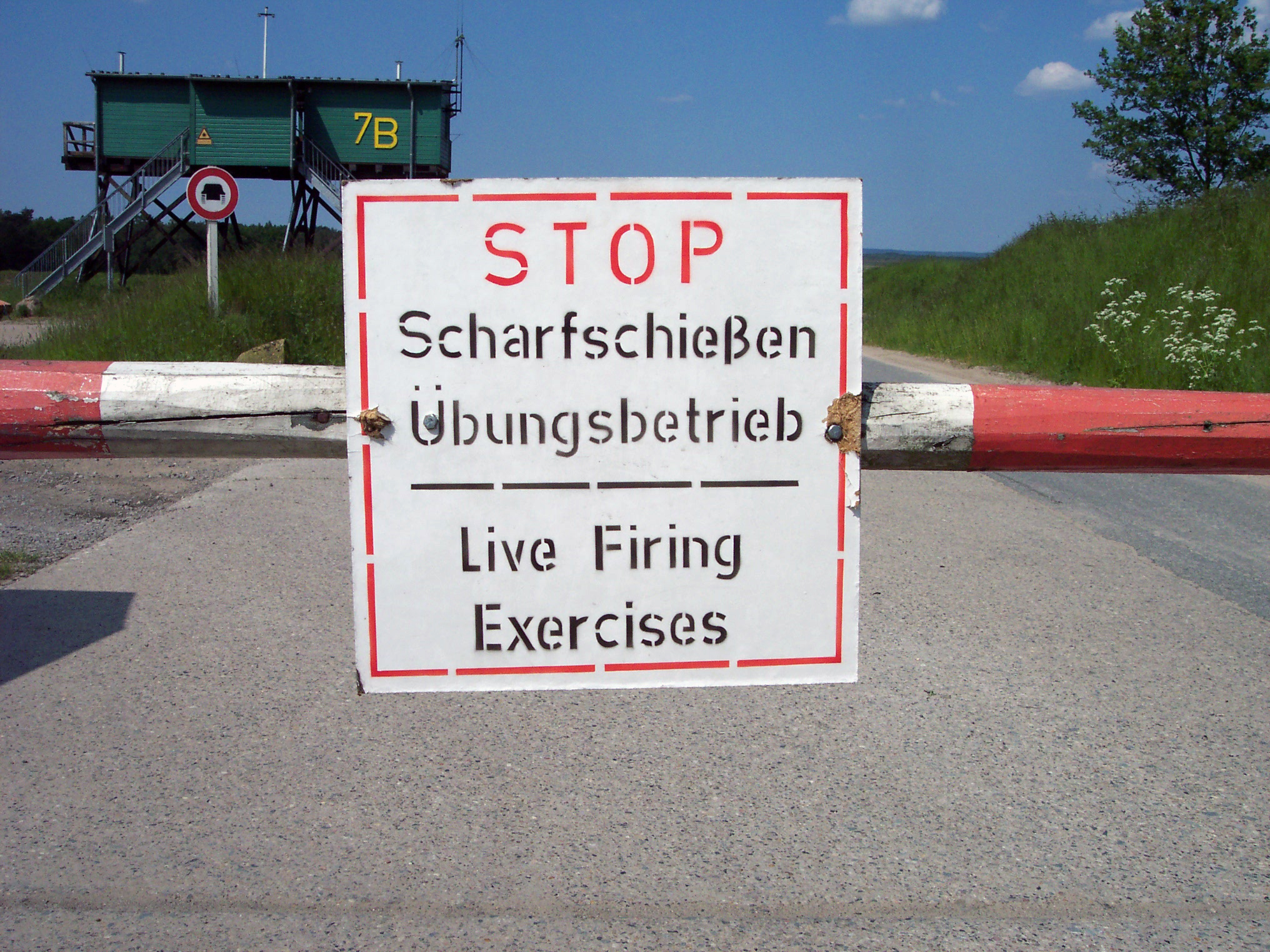
Výcvikový prostor Bergen-Hohne „výcvikový prostor jednotek NATO Bergen“

Vojenský újezd, vojenský prostor, vojenský výcvikový prostor jsou názvy pro části státního území, které jsou zvlášť vyhrazeny k výcviku nebo působení ozbrojených sil, především armády.
V České republice jsou podle zákona samostatnými územními jednotkami nezařazenými do obcí, avšak zařazenými do okresů a krajů. Ve většině zemí NATO jsou vojenská území menší než v České republice, nežijí v nich trvale obyvatelé, v některých zemích jsou majetkem obcí, které je armádě pronajímají. Do 31. prosince 2015 na území českých vojenských újezdů žili obyvatelé, kteří nemohli vykonávat vlastní místní samosprávu. Od 1. ledna se podobná skutečnost týká zřejmě už jen obyvatel slovenských vojenských újezdů Záhorie, a Lešť protože od 1. ledna 2016 jsou všechny trvale obydlené lokality z vojenských újezdů na území České republiky vyjmuty a na jejich zbylém území se již k trvalému pobytu přihlásit nelze.

## Historie vojenských prostorů na území Česka
První rozsáhlý vojenský prostor na území dnešního Česka (uzavřená oblast o velikosti i stovek kilometrů čtverečních) vznikl již za Rakouska-Uherska. Další vznikly za první republiky. Po obsazení republiky nacisty byly rozšířeny a využívány Wehrmachtem, nově zřízen byl prostor SS-Truppenübungsplatz Böhmen v oblasti zhruba mezi Sedlčany, Vltavou a Sázavou (po válce zrušen).
Bezprostředně po skončení druhé světové války projevilo Ministerstvo národní obrany ČSR zájem o rozsáhlé prostory v oblastech osídlených německy hovořícím obyvatelstvem. Postupně do roku 1953 byla za účelem výcviku vojáků vytvořena vyhrazená území zahrnující katastry bezmála dvou set obcí. Extrémní nárůst rozlohy vojenských újezdů na přelomu 40. a 50. let vycházel z tehdejší sovětské vojenské strategie - právě v těchto prostorech měli vojáci trávit většinu roku, neustále zde cvičit a v případě rozkazu přímo odtud zaútočit na západní Evropu. Budovy ve vysídlených obcích většinou posloužily za cíle při cvičných střelbách.
Původně se rozsáhlá území vyčleněná pro výcvik vojáků označovala jako vojenské tábory, jež nebyly samostatnou správní jednotkou. Teprve zákon 169/1949 Sb. o vojenských újezdech zavedl pojem vojenský újezd jako správní jednotku. Podle tohoto zákona mohla vláda ČSR kdykoli prohlásit jakoukoli část státního území vojenským újezdem. To automaticky znamenalo zestátnění veškerého majetku na jeho území a možnost vysídlení všech jeho obyvatel. Již existující vojenské tábory byly postupně vládou ČSR podle zákona č. 169/1949 Sb. prohlášeny vojenskými újezdy, nová cvičiště vzniklá po roce 1949 již byly vládou ČSR přímo konstituována jako vojenské újezdy.
Komunistický zákon č. 169/1949 Sb. byl téměř beze změn převzat do zákona č. 222/1999 Sb. o zajišťování obrany České republiky jako jeho šestá část. Jediným významnějším rozdílem oproti zákonu č. 169/1949 Sb. je, že nově už o vzniku nebo zániku vojenského újezdu či změně jeho hranic nerozhoduje Vláda České republiky, ale Parlament České republiky.
Vojenským újezdem se podle zákona č. 222/1999 Sb. rozumí správní jednotka, vojenským výcvikovým prostorem pak armáda označuje vlastní cvičiště nacházející se na území této správní jednotky, tj. vojenského újezdu. Název vojenského újezdu se může lišit od názvu vojenského výcvikového prostoru.
Na území dnešní České republiky bylo zřízeno celkem 10 vojenských újezdů.

### Zrušené vojenské újezdy
1. Mladá s vojenským výcvikovým prostorem Milovice ležel severně od Lysé nad Labem. Jako vojenský tábor vznikl v roce 1904, vojenským újezdem prohlášen vládou ČSR dne 6. 6. 1950 s platností od 1. 7. 1950. Rozšířen na základě usnesení vlády ČSR ze dne 5. 2. 1952 se zpětnou platností k 1. 2. 1952, zrušen vládou ČSFR dne 5. 9. 1991 s platností k 31. 12. 1991.
2. Brdy, s vojenským výcvikovým prostorem Jince leží západně od Příbrami. Jako vojenský tábor zřízen vládou ČSR dne 19. 2. 1926, vojenským újezdem prohlášen vládou ČSR dne 6. 6. 1950 s platností od 1. 7. 1950. Rozšířen na základě usnesení vlády ČSR ze dne 5. 2. 1952 se zpětnou platností k 1. 2. 1952, podle rozhodnutí vlády ČR ze dne 4. 1. 2012 měl být zrušen k 31. 12. 2014. Zrušen ale nakonec byl k 1. 1. 2016 zákonem č. 15/2015 Sb.
3. Prameny s vojenským výcvikovým prostorem Císařský les či Město Kynžvart ležel jižně od Sokolova. Jako vojenský tábor zřízen vládou ČSR dne 17. 9. 1946, vojenským újezdem prohlášen vládou ČSR 6. 6. 1950 s platností od 1. 7. 1950, zrušen vládou ČSR dne 29. 6. 1954 s platností k 30. 6. 1954.
4. Ralsko s vojenským výcvikovým prostorem Ralsko či Mimoň ležel východně od Mimoně. Jako vojenský tábor zřízen vládou ČSR dne 30. 10. 1946, vojenským újezdem prohlášen vládou ČSR 6. 6. 1950 s platností od 1. 7. 1950. Rozšířen na základě usnesení vlády ČSR ze dne 5. 2. 1952 se zpětnou platností k 1. 2. 1952, zrušen vládou ČSFR dne 5. 9. 1991 s platností k 31. 12. 1991.
5. Dobrá Voda s vojenským výcvikovým prostorem Dobrá Voda ležel západně od Hartmanic. Jako vojenský újezd zřízen vládou ČSR dne 5. 2. 1952 se zpětnou platností k 1. 2. 1952, zrušen vládou ČSFR dne 5. 9. 1991 s platností k 31. 12. 1991.
6. Panenská s vojenským výcvikovým prostorem Tisá ležel severně od Ústí nad Labem. Jako vojenský újezd zřízen vládou ČSR dne 5. 2. 1952 se zpětnou platností k 1. 2. 1952, zrušen vládou ČSR v roce 1957[zdroj?].

### Zachované vojenské újezdy
1. Březina s vojenským výcvikovým prostorem Dědice či Vyškov leží severně od Vyškova. Jako vojenský tábor zřízen vládou ČSR dne 7. 2. 1936, vojenským újezdem prohlášen vládou ČSR dne 17. 4. 1951 s platností od 1. 5. 1951.
2. Boletice s vojenským výcvikovým prostorem Boletice leží západně od Českého Krumlova. Jako vojenský tábor zřízen vládou ČSR dne 17. 5. 1946, vojenským újezdem prohlášen vládou ČSR 6. 6. 1950 s platností od 1. 7. 1950. Rozšířen na základě usnesení vlády ČSR ze dne 5. 2. 1952 se zpětnou platností k 1. 2. 1952.
3. Libavá s vojenským výcvikovým prostorem Libavá či Město Libavá leží severovýchodně od Olomouce. Jako vojenský tábor zřízen vládou ČSR dne 17. 9. 1946, vojenským újezdem prohlášen vládou ČSR 6. 6. 1950 s platností od 1. 7. 1950. Rozšířen na základě usnesení vlády ČSR ze dne 5. 2. 1952 se zpětnou platností k 1. 2. 1952.
4. Hradiště s vojenským výcvikovým prostorem Hradiště či Doupov leží východně od Karlových Varů. Jako vojenský újezd zřízen předsednictvem vlády ČSR dne 4. 3. 1953 se zpětnou platností k 1. 2. 1953.

V Česku vznikla celá řada dalších vojenských prostorů malého rozsahu, pokud ale nebyly prohlášeny zvláštní správní jednotkou, tj. vojenským újezdem, nejsou zde zmíněny.
Po okupaci Československa v roce 1968 byl sovětské armádě postoupen vojenský újezd Mladá a vojenské újezdy Libavá a Ralsko přešly do společné správy ČSLA a Sovětské armády.
Dále bylo v bývalém Československu po Únoru 1948 zřízeno podél hranic s Rakouskem a Německem tzv. hraniční pásmo střežené jednotkami Ministerstva vnitra (Pohraniční stráž). Nejednalo se však o vojenský újezd ani o vojenský výcvikový prostor.

## Současnost a správa vojenských újezdů v Česku
Vojenský újezd je v České republice vymezená část území státu, určená k zajišťování obrany státu a k výcviku ozbrojených sil. Újezd tvoří územní správní jednotku a je spravován újezdním úřadem. V jeho čele stojí přednosta, jímž je obvykle vyšší důstojník Armády České republiky. Z hlediska formy správy lze vojenské újezdy označit za gubernie.
Území újezdu náleží vždy k území jednoho okresu a tedy i jednoho kraje. Na území České republiky se v současnosti nacházejí 4 vojenské újezdy.
Slova „vojenský újezd“ z pravopisného hlediska nejsou součástí vlastního jména újezdu, ale obecným označením, které je od vlastního jména újezdu neoddělitelné (podobně jako je tomu u názvů náměstí, okresů atd.). Píše se tedy například o vojenském újezdu Libavá. Naproti tomu název konkrétního újezdního úřadu je celý vlastním jménem, píše se tedy o Újezdním úřadu vojenského újezdu Libavá. Tato pravopisná pravidla jsou vesměs respektována v zákonech, samy újezdní úřady se však od nich nezřídka odchylují.

### Seznam vojenských újezdů v Česku
V současnosti v České republice existují 4 vojenské újezdy:
- vojenský újezd Boletice, okres Český Krumlov, Jihočeský kraj, sídlo újezdního úřadu: obec Kájov (mimo území vojenského újezdu), 165 km², 0 obyvatel
- vojenský újezd Březina, okres Vyškov, Jihomoravský kraj, sídlo újezdního úřadu: město Vyškov (mimo území vojenského újezdu), 150 km², 0 obyvatel
- vojenský újezd Hradiště, okres Karlovy Vary, Karlovarský kraj, sídlo újezdního úřadu: město Karlovy Vary (mimo území vojenského újezdu), 281 km², 0 obyvatel
- vojenský újezd Libavá, okres Olomouc, Olomoucký kraj, sídlo újezdního úřadu: obec Město Libavá (mimo území vojenského újezdu), 235 km², 0 obyvatel

### Právní postavení vojenských újezdů
Právní oporou pro vojenské újezdy je zákon č. 222/1999 Sb., o zajišťování obrany České republiky, speciálně jeho část šestá (§ 30 až § 40), která vojenské újezdy definuje jako územní správní jednotky státu. Jednotlivé vojenské újezdy a jejích újezdní úřady jsou zřizovány nebo rušeny speciálním zákonem. Existující vojenské újezdy byly formálně zřízeny § 73 téhož zákona, č. 222/1999 Sb., avšak v návaznosti na dřívější existenci těchto vojenských prostorů. Výčet a hranice jsou uvedeny v přílohách zákona. Zákon stanoví též sídla vojenských újezdů (zpravidla mimo jejich území) a příslušnost k okresu (v příloze č. 1) i kraji (v § 73a).
Majetek na území újezdu (s výjimkou vneseného majetku) smí být jen ve vlastnictví státu. Ministerstvo obrany může pro jeho správu zřizovat zvláštní právnické osoby. Jako vnesený (movitý) majetek však byly tolerovány i přenosné plechové garáže a montované zahradní domky, což se podepisuje na vzhledu sídel.

#### Orgány vojenského újezdu
Újezdní úřad je zároveň orgánem státní správy, majícím některé kompetence shodné nebo obdobné s obecními úřady i samosprávnými obcemi, a zároveň je orgánem obrany státu podřízeným ministerstvu obrany. Výdaje na činnost újezdního úřadu se hradí z rozpočtu ministerstva.
Újezdní úřad mohl, a pokud to požaduje nejméně polovina obyvatel vojenského újezdu, pak i musel zřídit občanský aktiv nebo občanské aktivy jako své poradní orgány. Shromáždění obyvatel újezdu podle § 38 zákona o zajišťování obrany ČR navrhoval své zástupce do občanských aktivů, zákon však nestanovil žádné podmínky pro usnášeníschopnost a způsob svolávání takového shromáždění a neukládal újezdnímu úřadu jeho návrhy respektovat. Občanské aktivy lze porovnat s místními nebo osadními výbory, které může v civilních územích obec zřídit pro část obce.

#### Rozpor s ústavou
Existence vojenských újezdů jakožto územních jednotek nezařazených do žádné obce koliduje s čl. 99 Ústavy České republiky, podle nějž se Česká republika člení (aniž by ústava připouštěla výjimku) na obce, které jsou základními územními samosprávnými celky. S tím souvisí, že obyvatelům vojenských újezdů není zaručeno právo na samosprávu podle čl. 21 Listiny základních práv a svobod, což se jeví stále aktuálnějším problémem v souvislosti s probíhajícím systematickým osidlováním některých částí vojenských újezdů. Zákonnost výkonu státní správy není kontrolována ani samosprávou, ani nezávislými kontrolními mechanismy státní správy.
Nerespektování práv obyvatel vojenských újezdů (právo na místní samosprávu a právo vlastnit majetek) se před rokem 2007 několik let systematicky věnovala senátorka Jitka Seitlová, zejména v souvislosti s vojenským újezdem Libavá, kde začátkem roku 2007 žilo nejvíce, tedy 1174 obyvatel. Tři závažné podněty týkající se závažného porušování zákonů se potvrdily, jeden z nich se týkal nezákonného zahrabání bojových ochranných látek. Některé podněty se týkaly podezřelých okolností pořádání honů zvěře, neevidovaných a nezpoplatněných. Pro své snahy nenalezla širokou podporu ani u obyvatel vojenských újezdů (podle průzkumu z roku 2002 pořádaného armádou vyjádřilo 64 % obyvatel VÚ Libavá spokojenost se životem v újezdu), ti si však za ní chodili stěžovat neformálně soukromě, s obavou z prozrazení. Vyjádřila však vůli zabývat se problémem i z pozice zástupkyně veřejného ochránce práv, do které byla mezitím jmenována.
Uvedený rozpor s ústavou (pokud jde o právo obyvatel na místní samosprávu) byl vyřešen až zákonem č. 15/2015 Sb., kterým byla všechna osídlená místa ke dni 1. ledna 2016 z vojenských újezdu vyčleněna a buď se stala novými obcemi nebo byla připojena k některé z obcí sousedních. Tímto zákonem byl zároveň změněn mj. i § 36 zákona o zajišťování obrany České republiky (zákon č. 222/1999 Sb.), podle nějž se na území vojenského újezdu již nelze přihlásit k trvalému pobytu. Obdobně byl upraven i zákon o evidenci obyvatel.

### Využití vojenského újezdu
Využití vojenského újezdu probíhá ve třech hlavních oblastech:

#### Vojenské využití
Pro výcvik vojsk je na území újezdu zřízen vojenský výcvikový prostor a výcviková zařízení. Vojenský výcvikový prostor spolu s výcvikovými zařízeními tvoří soubory střelnic, cvičišť, speciálních cvičišť, cest pro pásová a kolová vozidla, ubytovacích objektů cvičících vojsk a ostatní vojenská účelová zařízení včetně vodních ploch a pozemků určených k výcviku ozbrojených sil.

#### Hospodářské využití újezdu
Hospodářské využití újezdu je realizováno formou lesní a zemědělské prvovýroby, případně formou ostatních drobných výrob, které jsou dislokované na území vojenského újezdu.

#### Obecná státní správa a obecné využití
Výkon státní správy ze zákona vykonává újezdní úřad vojenského újezdu. Tento zabezpečuje obecnou státní správu i potřeby obyvatel újezdu, které by jinak zajišťovaly obecní úřad nebo samosprávná obec, včetně sociální péče. V rámci obecného využití jsou také některé části některých vojenských újezdů v omezeném rozsahu zpřístupňovány veřejnosti.

#### Ochrana přírody
Zatímco přirozenou (a v jisté míře oprávněnou) námitkou proti zřizování vojenských prostorů může být devastace přírodních i kulturních hodnot vojenskou činností (pohyb bojových vozidel, následky střelby a výbuchů, výskyt výbušné techniky v krajině, vysídlení a likvidace či pustnutí původních sídel), mnohé vojenské prostory naopak umožnily ochranu krajiny před mnoha dalšími druhy lidského působení, například běžnému zemědělskému a komunálnímu znečištění, výstavbě, turistickému ruchu atd.
Proto se mnohé ekologické organizace, orgány ochrany přírody apod. staví proti zrušení nebo zmenšení některých vojenských újezdů a jejich převedení do civilního režimu.

### Pobyt a vstup
Pobyt na území vojenského újezdu není od 1. ledna 2016 možný. Předtím byl přípustný pouze s povolením příslušného újezdního úřadu. Osoby, které ke dni zřízení nebo změny vojenského újezdu měly na jeho území pobyt, avšak nesplnily podmínky stanovené zákonem, se musely vystěhovat, přičemž měly nárok na náhradní byt a náhradu stěhovacích nákladů, případně některé další náhrady. Na rozhodnutí o odejmutí povolení k pobytu byl správní řád vztažen výslovným ustanovením, udělování povolení k pobytu se jím mělo řídit na základě obecné úpravy.
Vstup na území vojenského újezdu je přípustný rovněž pouze s povolením příslušného újezdního úřadu, toto povolení však může být nejen individuální, ale může být i opatřením obecné povahy. Podle § 39 odst. 3 zákona o zajišťování obrany ČR se na vydávání ani odejmutí těchto povolení nepoužije správní řád, avšak správní řád (500/2004 Sb.) v § 177 odst. 1 stanoví, že základní zásady činnosti správních orgánů podle správního řádu nelze speciálním zákonem vyloučit.